# Steel Cup 2016
 Třetí ročník Steel Cupu  v ledním hokeji se konal od 11. do 14. srpna 2016. Utkání se hrála v Třinci a v Ostravě. Turnaje se zúčastnila čtyři mužstva, která se utkala jednokolově systémem každý s každým.

## Výsledky a tabulka
|    |                      | Slovan | Třinec | Vítkovice | Linköping | V | VP | PP | P | VG | OG | B |
| 1. | HC Slovan Bratislava | ***    | 3:2    | 2:0       | 2:4       | 2 | 0  | 0  | 1 | 7  | 6  | 6 |
| 2. | HC Oceláři Třinec    | 2:3    | ***    | 4:3       | 3:2       | 1 | 1  | 0  | 1 | 9  | 8  | 5 |
| 3. | HC Vítkovice Steel   | 0:2    | 3:4    | ***       | 3:2       | 1 | 0  | 1  | 1 | 6  | 8  | 4 |
| 4. | Linköpings HC        | 4:2    | 2:3    | 2:3       | ***       | 1 | 0  | 0  | 2 | 8  | 8  | 3 |